# Икпеазу, Уче
 Карл Энтони Учечукву Мубиру Икпеазу  (англ. Karl Anthony Uchechukwu Mubiru Ikpeazu; род. 28 февраля 1995, Харроу, Лондон) — английский и угандийский футболист, нападающий клуба «Порт Вейл».

## Клубная карьера

### Начало карьеры
Является выпускником Академии «Рединга», в которой занимался с 15 лет. В сезоне 2012/13 стал лучшим бомбардиром на уровне академий, забив 28 мячей в 28 матчах Премьер-Лиги U-18. 
Летом 2013 года «Рединг» предложил нападающему профессиональный контракт, но тот отказался и в итоге подписал 3-летний контракт с «Уотфордом». «Рединг» требовал у «Уотфорда» денежную компенсацию за воспитание футболиста, и лишь в январе 2014 года после длительных переговоров сумма была согласована.
24 января 2014 года на правах аренды до конца сезона перешёл в клуб Лиги Один «Кру Александра» и в тот же день дебютировал в профессиональном футболе, выйдя на замену в матче против «Лейтон Ориент» (1:2). 8 февраля забил свои первые голы на взрослом уровне, отметившись дублем в матче против «Брэдфорд Сити» (3:3). Всего, по итогам сезона провёл в составе «Крю» 15 матчей, в которых забил 4 гола.
В сезонах 2014/15 и 2015/16 пять раз отправлялся в аренду в различные клубы Лиги Один — «Крю Александра» (дважды), «Донкастер Роверс», «Порт Вейл», «Блэкпул», где проявлял себя с переменным успехом. Летом 2016 года покинул «Уотфорд» по истечении контракта, так ни разу не сыграв за первую команду.

### «Кэмбридж Юнайтед»
В июле 2016 года Икпеазу находился на просмотре в «Норвич Сити» и даже забил гол в товарищеском матче, но в итоге подписал краткосрочный контракт с клубом Лиги Два «Кэмбридж Юнайтед».
24 сентября забил первый гол за «Кэмбридж», отличившись в победном матче против «Ньюпорт Каунти» (2:1), после чего главный тренер Шон Дерри заявил, что Икпеазу становится «ключевой фигурой» в клубе. По итогам сезона 2016/17 нападающий забил 8 голов в 36 матчах, несмотря на то, что пропустил несколько месяцев из-за травм.
В сезоне 2017/18 Икпеазу ещё более улучшил свою результативность, забив 14 мячей в 44 матчах. В апреле 2018 года «Кэмбридж» предложил ему новый улучшенный контракт, однако тот отклонил предложение и изъявил желание играть на более высоком уровне.

### «Хартс»
В апреле 2018 года Икпеазу подписал предварительный контракт с клубом шотландского Премьершипа «Харт оф Мидлотиан», который вступил в силу 1 июля 2018 года. Дебютировал 18 июля в матче Кубка лиги против «Коув Рейнджерс» (2:1), а первый гол забил 24 июля в ворота «Кауденбита» (5:0).
В октябре 2018 года получил перелом ноги и выбыл из строя на 4 месяца. В марте 2019 года, несмотря на интерес со стороны «Селтика» и «Рейнджерс», продлил контракт с «Хартсом» до 2022 года, в знак признательности клубу, который поддерживал его во время длительной травмы. 25 мая 2019 года принимал участие в финальном матче Кубка Шотландии 2019, но потерпел вместе со своей командой поражение от «Селтика» со счётом 1:2. 
В сезоне 2019/20 Уче потерял место в составе после отставки главного тренера Крэйга Левейна и прихода немецкого специалиста Даниэля Штенделя. В марте 2020 года сезон был остановлен из-за пандемии COVID-19 и «Хартс» по среднему показателю очков вылетел в Чемпионшип, а Икпеазу был выставлен на трансфер в рамках сокращения зарплатной ведомости клуба. 

### «Уиком Уондерерс»
17 августа 2020 года Икпеазу подписал 3-летний контракт с новичком английского Чемпионшипа «Уиком Уондерерс», который рассматривал его в качестве долгосрочной замены Адебайо Акинфенвы. Первый гол забил 2 января 2021 года в домашнем матче против «Мидлсбро» (1:3).
Всего, по итогам сезона 2020/21, сыграл 33 матча, забив 6 голов и сделав 4 голевые передачи, а также занял второе место в голосовании за «Лучшего Игрока года» среди болельщиков, но не сумел избежать вместе со своей командой вылета в Лигу Один.

### «Мидлсбро»
2 июля 2021 года Икпеазу подписал 3-летний контракт с другим клубом Чемпионшипа — «Мидлсбро», сумма трансфера составила около £1 млн. Дебютировал 2 августа, выйдя в стартовом составе в матче 1-го тура чемпионата против «Фулхэма» (1:1). Он забил 2 гола в 20 матчах чемпионата, но после подписания клубом Эрона Коннолли и Фоларина Балогана перестал входить в планы главного тренера.
31 января 2022 футболист был отдан в аренду в «Кардифф Сити». 2 февраля он вышел на замену в игре с «Барнсли» и забил победный гол. За время пребывания в клубе он появился на поле в 12 матчах и забил 3 гола в ворота соперников.

### «Коньяспор»
В августе 2022 года Икпеазу стал игроком команды турецкой Суперлиги «Коньяспор». В новом клубе футболист был в статусе игрока запаса, появляясь на поле во втором тайме. 6 ноября в матче с «Трабзонспором» Уче Икпеазу был удален с поля после получения двух желтых карточек. Вторую половину сезона футболист пропустил из-за травмы колена. В начале сентября 2023 года его контракт с «Коньяспором» был расторгнут. Сообщалось, что Икпеазу должен был присоединиться к «Уиком Уондерерс», но сделка не состоялась.

### «Порт Вейл»
4 октября 2023 года футболист подписал контракт с английским клубом «Порт Вейл» до конца сезона.

## Карьера за сборную
Нападающий имеет нигерийское происхождение по отцу и угандийское происхождение по матери. В марте 2020 года он был впервые вызван в сборную Уганды на отборочные матчи Кубка африканских наций 2021, но из-за пандемии COVID-19 игры были отменены.